# Hittinahalli, Bijapur
Hittinahalli là một làng thuộc tehsil Bijapur, huyện Bijapur, bang Karnataka, Ấn Độ.